# Kaltenborn (Overath)
Kaltenborn ist ein Ortsteil von Marialinden in der Stadt Overath im Rheinisch-Bergischen Kreis in Nordrhein-Westfalen, Deutschland.

## Lage und Beschreibung
Der kleine, landwirtschaftlich geprägte Weiler Kaltenborn findet sich zwischen Landwehr und Wüststeimel an der Landesstraße 360 nördlich des alten Handelswegs Brüderstraße. In der Nähe liegen Hagen, Federath und das Schlingenbachtal. Die Gegend gehört zu den Feuchtgebieten und zählt naturräumlich betrachtet zum Marialinder Riedelland, in denen – soweit es die Landwirtschaft zulässt – seltene Tiere und Pflanzen leben. Zu den Besonderheiten Kaltenborns gehört ein Pferdebetrieb, in dem Wanderreiter auch mal im Stall übernachten dürfen.

## Geschichte
Kaltenborn wurde im Jahr 1209 als de Caldinburne erstmals urkundlich erwähnt, im späteren 13. Jahrhundert weiterhin als de Caldenburne. Das Appellativ -born ist eine häufige Form für Quelle, Bach oder Brunnen. Der Name bedeutet also sinngemäß kaltes Gewässer.
Die Topographia Ducatus Montani des Erich Philipp Ploennies, Blatt Amt Steinbach, belegt, dass der Wohnplatz bereits 1715 zwei Hofstellen besaß, die als Kalten Born beschriftet sind. Carl Friedrich von Wiebeking benennt die Hofschaft auf seiner Charte des Herzogthums Berg 1789 als Kalteborn. Aus ihr geht hervor, dass der Ort zu dieser Zeit Teil der Honschaft Miebach im Kirchspiel Overath war.
Der Ort ist auf der Topographischen Aufnahme der Rheinlande von 1817 als Kaltenborn verzeichnet. Die Preußische Uraufnahme von 1845 zeigt den Wohnplatz unter dem Namen Kalterbonen. Ab der Preußischen Neuaufnahme von 1892 ist der Ort auf Messtischblättern regelmäßig als Kaltenborn verzeichnet.
1822 lebten 19 Menschen im als Hof kategorisierten und als Kaltenborn bezeichneten Ort, der nach dem Zusammenbruch der napoleonischen Administration und deren Ablösung zur Bürgermeisterei Overath im Kreis Mülheim am Rhein gehörte. Für das Jahr 1830 werden für den als Kaltenborn bezeichneten Ort 19 Einwohner angegeben. Der 1845 laut der Uebersicht des Regierungs-Bezirks Cöln als Hof kategorisierte Ort besaß zu dieser Zeit sechs Wohngebäude mit 28 Einwohnern, alle katholischen Bekenntnisses. Die Gemeinde- und Gutbezirksstatistik der Rheinprovinz führt Kaltenborn 1871 mit vier Wohnhäusern und 26 Einwohnern auf. Im Gemeindelexikon für die Provinz Rheinland von 1888 werden für Kaltenborn vier Wohnhäuser mit 19 Einwohnern angegeben. 1895 besitzt der Ort drei Wohnhäuser mit 22 Einwohnern und gehörte konfessionell zum katholischen Kirchspiel Marialinden, 1905 werden drei Wohnhäuser und 17 Einwohner angegeben.